# Eriophora neufvilleorum
Eriophora neufvilleorum là một loài nhện trong họ Araneidae.
Loài này thuộc chi Eriophora. Eriophora neufvilleorum được Roger de Lessert miêu tả năm 1930.